# Teatro Ariosto
Il teatro Ariosto è il secondo di Reggio Emilia, dopo il teatro municipale Romolo Valli. Sorge in piazza della Vittoria, nel cuore storico della città.

## Storia e descrizione
Venne eretto nel 1878 sulle ceneri del teatro della Cittadella, costruito tra il 1740 e 1741 su progetto di Antonio Cugini e distrutto la notte del 21 aprile 1851 da un incendio. Tracce dello stabile settecentesco sono ancora visibili lungo il colonnato che delimita la parete sud del teatro, affacciata su Corso Cairoli. Il progetto di ricostruzione, realizzato dall'architetto Achille Grimaldi, fu finanziato da Ulderico Levi, esponente di una delle più importanti famiglie ebraiche della città. Secondo la moda di fine XIX secolo e su richiesta della cittadinanza, l'Ariosto fu progettato come spazio teatrale a destinazione plurima, adatto sia alle rappresentazioni di prosa sia alle esibizioni delle compagnie equestri. L'impianto architettonico seguì il modello dei politeama inglesi e francesi: la cavea prese forma semicircolare e la struttura a palchi, mantenuta per il secondo ordine, fu sostituita al primo ed al terzo da gallerie uniche.
Nel 1927 il Comune pose mano ad una profonda revisione: venne aggiunto il golfo mistico per l'orchestra, furono eliminate le strutture necessarie agli spettacoli equestri ed esterno ed interno furono decorati ex novo da Anselmo Govi con motivi tardo-liberty; notevole il grande affresco della cupola, raffigurante episodi dell'Orlando furioso e cinto alla base da una fascia in cui sono riportati i versi di apertura del poema. L'ultimo grande intervento di restauro del teatro avvenne nel 1981.
Il teatro Ariosto ospita ora principalmente allestimenti di prosa; il suo cartellone viene definito dalla direzione artistica della fondazione "I Teatri" di Reggio Emilia (www.iteatri.re.it) in sinergia con i programmi del teatro Municipale ed il teatro Cavallerizza-Cesare Zavattini. La capienza del teatro è di 780 posti, la stagione di prosa inizia solitamente in novembre per concludersi in marzo.